# ハロルド・スペンサー＝ジョーンズ
ハロルド・スペンサー＝ジョーンズ（Sir Harold Spencer Jones, 1890年3月29日 - 1960年11月3日）は、イギリスの天文学者である。

## 人物
ロンドン生まれ。ケンブリッジ大学で学び、1913年からグリニッジ天文台で働いた。 1923年からケープ天文台の台長になり、1930年から1931年の小惑星エロスの地球への接近時に各国の天文台の協力により太陽視差の精度の高い測定をおこなった。1933年から1955年までグリニッジ天文台の台長をつとめ、1945年から1948年まで国際天文学連合の会長を務めた。
位置天文学の分野で章動（地軸の振れ）などの観測に功績があった。王立協会フェロー。

## 賞・叙勲等

### 賞
- 王立天文学会ゴールドメダル（1943年）
- ロイヤル・メダル (1943年)
- ジュール・ジャンサン賞 (1945年)
- ブルース・メダル　（1949年）

### 命名
- 小惑星：(3282)　スペンサー＝ジョーンズ[2]
- 月のクレータ：スペンサー・ジョーンズ
- 火星のクレータ：ジョーンズ